# Alfons IX.

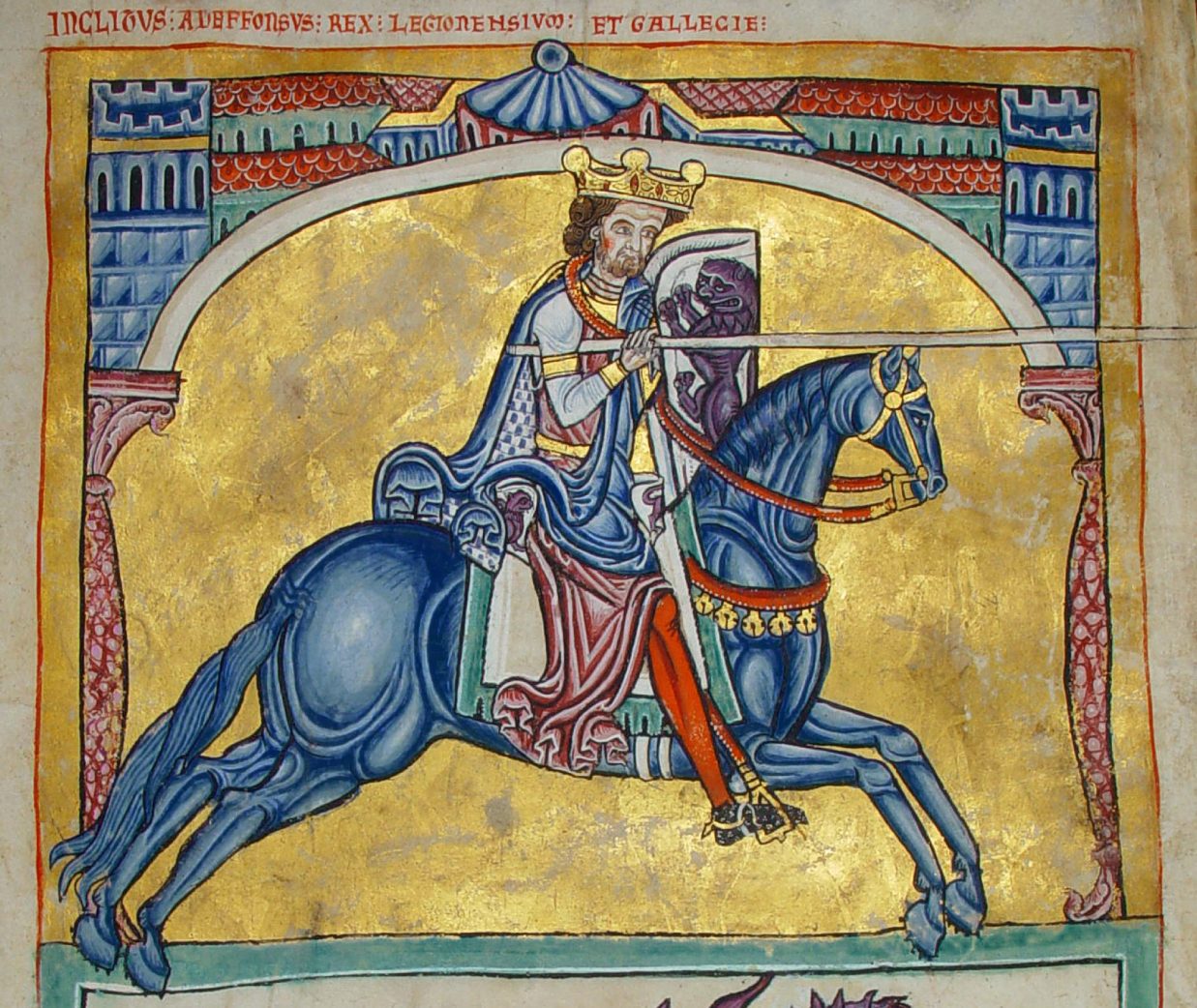
Alfons IX., Miniatur aus dem 13. Jh.

Alfons IX. von León (* 15. August 1171 in Zamora; † 23. oder 24. September 1230 in Villanueva bei Sarria) war König von León in der Zeit von 1188 bis 1230. Laut den Aufzeichnungen des Ibn Chaldūn trug er den Beinamen El Baboso („der Sabberer“), da er bei Wutanfällen Schaum vor dem Mund gehabt haben soll.

## Leben
Alfons war der einzige Sohn und Nachfolger von König Ferdinand II. von León und Urraca von Portugal. Er war Cousin von Alfons VIII. von Kastilien. Obwohl er sich am christlichen Kampf gegen die Mauren im Rahmen der Reconquista beteiligte, geriet er aufgrund des nahen Verwandtschaftsgrades zu seinen beiden Ehefrauen mit der Kirche in Konflikt. 
In erster Ehe heiratete er im Jahr 1191 Theresia von Portugal, mit der er zwei Töchter hatte. Der einzige Sohn starb jung. Theresia (* 1175/76; † 18. Juni 1250; 1705 seliggesprochen) war die Tochter von Sancho I. von Portugal. Papst Coelestin III. ließ diese Ehe wegen zu naher Verwandtschaft für nichtig erklären, denn die beiden hatten Alfons I. von Portugal als gemeinsamen Großvater.
In zweiter Ehe heiratete er sechs Jahre später Berenguela von Kastilien. Diesmal ließ Papst Innozenz III. die Ehe im Jahr 1204 wegen zu nahen Verwandtschaftsgrades auflösen, denn Berenguelas Urgroßvater Alfons VII. war der Großvater ihres Mannes. Aus dieser Ehe waren bereits vier Kinder hervorgegangen und Innozenz sah sich gezwungen, diese trotz Annullierung der Ehe als legitim geboren und nachfolgefähig anzuerkennen. Während Alfons mit seinen Kindern aus erster Ehe in León blieb, zog Berenguela mit ihren Kindern nach Burgos zurück an den Hof ihres Vaters, des Königs von Kastilien.
Sein Sohn Ferdinand wurde 1217, als dessen Mutter Berenguela zu seinen Gunsten zurücktrat, König von Kastilien. Für León hatte Alfons seine Töchter aus erster Ehe vorgesehen. Da er Ferdinand enterben wollte, lud König Alfons Johann von Brienne ein, seine Tochter Sancha zu heiraten und somit den leonesischen Thron zu beerben. Doch seine zweite Frau Berenguela überredete Johann von Brienne, stattdessen eine ihrer Töchter zu heiraten. 
Als Alfons im Jahre 1230 starb, wurde noch das von den Mauren dominierte Taifa von Badajoz zurückerobert. Ferdinand III. löste die Thronansprüche seiner Halbschwestern mit 30.000 Goldstücken (aurei) ab. Sancha wurde daraufhin Nonne im Kloster Santa Eufemia de Cozuelos, wo sie 1270 starb. Ihre Schwester Dulce bzw. Aldonza zog zu ihrer Mutter nach Portugal. Ferdinand trat die Nachfolge seines Vaters in León an. Dadurch vereinigte er die Königreiche Kastilien und León, die seit 1157 getrennt waren, als sie Alfons VII. unter seine beiden Söhne aufgeteilt hatte.

## Nachkommen
Die Kinder von Alfons und Theresia von Portugal waren:
- Sancha (* 1192; † 1270), war verlobt mit ihrem Cousin Heinrich I. von Kastilien, der aber vor der Hochzeit im Jahr 1217 starb
- Dulce, bzw. auch Aldonza genannt (* 1195; † 1243)
- Ferdinand (* 1204; † August 1214)

Die Kinder von Alfons und Berenguela von Kastilien waren:
- Leonor (* 1198/99; † 31. Oktober 1210)
- König Ferdinand II. von Kastilien / III. von Kastilien und León. (* 1200; † 1252)
- Berenguela (* 1204; † 1237), heiratete 1224 Johann von Brienne
- Alfons, Herzog von Molina (* 1203; † 1272); ⚭ Teresa González de Lara, † 1246, Tochter von Gonzalo Núñez de Lara (Haus Lara);
- Constanza (* 1205; † 7. September 1242), wurde Nonne in Las Huelgas